# SAMOS 3

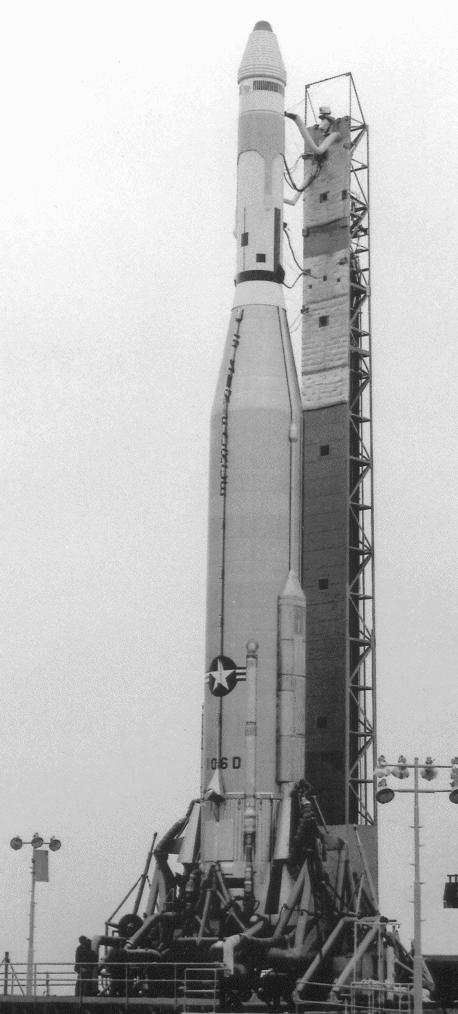
Rakieta Atlas Agena B z satelitą SAMOS 3 jeszcze przed nieudaną próbą startu

SAMOS 3 (ang. Satellite And Missile Observation Satellites) – niedoszły amerykański sztuczny satelita z serii SAMOS. Był pierwszym statkiem serii E-2, stąd inna nazwa, E-2 1. Satelita uległ zniszczeniu wraz z rakietą nośną Atlas Agena B jeszcze na ziemi, podczas próby startu 9 września 1961, o godz. 19:28 GMT, na kosmodromie Vandenberg. Niepowodzenie to zostało oznaczone w katalogu COSPAR jako 1961-F09.
Satelita miał masę 1890 kg.

## Ładunek
- Aparat fotograficzny o ogniskowej 0,91 m; rozdzielczość na powierzchni Ziemi 6 m; obszar fotografowany: 27 km x 27 km
- Trzy detektory mikrometeoroidów
- Magnetometr
- Próbnik plazmy
- Miernik albedo neutronów
- Gęstościomierz atmosferyczny